# Черкаський клуб юних моряків
Черка́ський клуб ю́них морякі́в — позашкільний навчальний заклад в місті Черкаси, що є унікальним в своєму роді, оскільки це чи не єдиний такий заклад в Україні, який розташований далеко від моря. Клуб має власну флотилію, яка розташована на базі у сусідньому селі Свидівок.
В клубі навчають юних судноводіїв та старшин шлюпок.
Через аварійний стан, що мали будівлі за адресою по бульвару Шевченка 298, клуб влітку 2011 року переїхав до ЗОШ № 6. Там їм було виділено окремий корпус, окремий вхід та двір.
Після проведення ремонту по бульвару Шевченка 298, на початку 2012 року Клуб було повернуто в рідні стіни, а приміщення в ЗОШ №6 також залишились за клубом, і деякі гуртки проводять заняття там, зокрема судомодельний гурток та гурток комп'ютерної навігації.